# Molossus barnesi
Molossus barnesi é uma espécie de morcego da família Molossidae. Endêmica da Guiana Francesa.